# ياسونوري هاياشي
ياسونوري هاياشي (باليابانية: 林康紀؛ بالكانا: はやし やすのり) هو طبيب وعالم أعصاب ياباني، ولد في 28 يوليو 1965 في ناغويا في اليابان.